# Stammwähler
Stammwähler sind Wähler, die konstant über viele Jahre hinweg die gleiche politische Partei wählen; dabei spielen oft Tradition und Gewohnheit eine größere Rolle bei der Wahlentscheidung als die tatsächlichen oder gerade aktuellen Leistungen der Partei.

## Ursachen
Die enge Bindung von Wählern an eine politische Partei wird mit folgenden Faktoren erklärt:
- einem relativ einheitlichen sozialen Milieu (Familie, Arbeitsplatz, dem privaten Umfeld mit Normen, die alle Angehörigen des jeweiligen Milieus für verbindlich halten);
- den historischen Erfahrungen von Angehörigen einer bestimmten sozialen Schicht;
- der Loyalität zu parteinahen Organisationen, beispielsweise zu bestimmten Vereinen/Verbänden, denen Wahlberechtigte angehören.

## Ergebnisse der Wahlforschung
Für Wahlprognosen spielen die enge Bindung der Stammwähler an eine Partei sowie der Umstand eine wichtige Rolle, dass es solche engen Bindungen in den westlichen Demokratien immer seltener gibt. 

### Deutschland
Sowohl ein einheitliches soziales Milieu als auch gemeinsame historische Erfahrungen sind in Deutschland seit dem 19. Jahrhundert etwa an der Verbundenheit der Industriearbeiterschaft zur SPD nachweisbar. Die deutliche Wirkung organisatorischer Hintergründe zeigt sich am Beispiel der Wahlorientierung gewerkschaftlich organisierter Arbeiter: Diese wählten in Deutschland deutlich häufiger die SPD als unorganisierte Arbeiter.
Neben der Zugehörigkeit zu einem beruflichen Milieu hat sich auch die Religionszugehörigkeit als prägend erwiesen. Ebenfalls bereits im 19. Jahrhundert ist vor allem für ländlich-katholische Gebiete eine Stammwählerorientierung zum Zentrum nachweisbar. Diese wurde verstärkt durch die gemeinsame historische Erfahrung des Kulturkampfes gegen die katholische Kirche. Auch heute noch wählen sowohl katholische als auch evangelische Christen, die häufig zur Kirche gehen (Kirchgangshäufigkeit), deutlich häufiger Parteien, die durch ihren Parteinamen christliche Haltungen als ihren Markenkern ausgeben (wie CDU und CSU).
Bis 2009 ließ sich bei Bundestagswahlen ein enger Zusammenhang zwischen der sozialen und kulturellen Prägung der Wähler und ihrer konkreten Wahlentscheidung nachweisen: Arbeiter wählten eher die SPD und andere linke Parteien, im Gegensatz dazu banden CDU und CSU den Großteil der gläubigen katholischen oder protestantischen Wählerschaft an sich.
Die Erosion der Stammwählerpotenziale ab etwa Anfang der 1990er Jahre macht es für die Wahlforschung seitdem zunehmend schwieriger, korrekte und exakte Prognosen zu erstellen (siehe auch Wechselwähler und Nichtwähler).

### Griechenland
Ein extremes Beispiel für den fast vollständigen Verlust ehemaliger Stammwähler stellt die Pasok in Griechenland dar. Lange war die sozialistische Partei Pasok die bestimmende politische Kraft in Griechenland. Noch im Jahr 2009 kam sie bei den Parlamentswahlen auf 43,9 Prozent der Stimmen. Doch 2015 schrumpfte der Wähleranteil auf 4,7 Prozent.
Frühere hohe Stimmenanteile für die Pasok werden vor allem darauf zurückgeführt, dass sie von vielen Wählern vor allem als führende Kraft beim Widerstand gegen die griechische Militärdiktatur betrachtet worden sei. Die Pasok werde von Griechen heute aber vor allem als maßgeblich verantwortliche Kraft für die Misswirtschaft vom Beitritt Griechenlands zur Eurozone bis zur griechischen Staatsschuldenkrise betrachtet.

### Europäische Union
Die Pasok gilt als „Patient Null“ eines Prozesses, von dem viele sozialdemokratische Parteien in Europa betroffen sind. In den Niederlanden, Frankreich, Tschechien und Italien kämpfen die Mitte-links-Parteien ebenfalls ums Überleben. Auch im Zusammenhang mit der deutschen SPD gibt es Stimmen, die von einer „Pasokisierung“ der Partei sprechen. Uwe Jun erklärt den Niedergang der europäischen Sozialdemokratie damit, dass Sozialdemokraten aufgrund ihrer Regierungstätigkeit vielen Wählern häufig als „zu kompromissorientiert“ erschienen, so dass diese Wähler zu linkspopulistischen Positionen neigten.
Die Bertelsmann-Stiftung fand bei einer Umfrage im Jahr 2019 heraus, dass es in den zwölf größten Ländern der Europäischen Union (außer unter den Anhängern rechtspopulistischer Parteien) nur noch bei weniger als zehn Prozent der Wahlberechtigten eine „positive Parteiidentität“ gebe in dem Sinne, dass sie bei jeder Wahl der von ihnen präferierten Partei ihre Stimme geben. Zu den Menschen „ohne positive Parteiidentität“ gehören nicht nur Wechselwähler, sondern auch Personen, bei denen nicht sicher ist, ob sie an einer bestimmten Wahl teilnehmen. Für viele, die bisher stets dieselbe Partei gewählt haben, ist absichtliches Nichtwählen bei einer bestimmten Wahl eine Verhaltensoption. Ausgeprägter als früher sei die Aversion gegen eine Partei oder mehrere Parteien, was die Bertelsmann-Stiftung als „negative Parteiidentitäten“ bezeichnet. Die Hauptmotivation vieler Wahlberechtigter bestehe darin, den Wahlsieg von Parteien zu verhindern, die sie ablehnen. Durchschnittlich bekannten sich in den zwölf Ländern 48,3 Prozent der befragten Wahlberechtigten zu mindestens einer „negativen Parteiidentität“.

### USA
Eine Erosion der Stammwählerschaften wurde bereits 2004 auch in den USA festgestellt. Arbeiter, Latinos und Farbige seien nicht automatisch auf der Seite der Demokraten. Umgekehrt sei „die Wirtschaft keinesfalls eine absolut sichere Bank für die Republikaner.“